# Коронна колонія Саравак
Коронна колонія Саравак (англ. Crown Colony of Sarawak) — британська коронна колонія на острові Борнео, заснована 1946 року, невдовзі після розпуску британської військової адміністрації. З утворенням Малайзійської федерації 16 вересня 1963 р. стала штатом Саравак.

## Економіка
Економіка Саравака значною мірою залежала від сільськогосподарського сектору і на неї сильно впливали державні витрати на економіку, імпорт та експорт товарів. Споживання та інвестиції становили лише невелику частину економіки, оскільки більшість населення працювала у сільському господарстві. У приватному секторі та підприємницькій економіці в Сараваку переважали китайці, хоча більшість китайців займалися землеробством. Щорічний бюджет Саравака можна поділити на дві частини: бюджет періодичних витрат і бюджет довгострокових витрат. Перший був щорічним зобов'язанням уряду щодо витрат на державні послуги. Його наповнення відбувалося з регулярного, надійного джерела доходу. Бюджет довгострокових витрат використовувався для довгострокового розвитку Саравака. Його наповнення відбувалося з непрогнозованих джерел доходу, таких як гранти Британського колоніального фонду розвитку та добробуту, позики та надлишки вивізних мит. З 1947 по 1962 роки загальні надходження в держбюджет зросли з 12 до 78 млн доларів на рік, при цьому відзначався стійкий ріст загальних витрат із 10 до 82 млн доларів на рік. Було лише три роки, коли держбюджет виказував дефіцит (1949, 1958, 1962). Через брак даних не відомі показники ВВП за цей період. Хоча протягом цього колоніального періоду було запроваджено кілька нових законодавчих актів щодо податкової та підприємницької діяльності, однак не вистачало юристів-практиків. Частково це було пов'язано з режимом Брука, що не допускав правничої діяльності в Сараваку. Тому справи рідко досягали судового рівня. Сільське господарство в той час у Сараваку було слабко розвиненим у зв'язку з неосвіченістю землеробів, які використовували у сільському господарстві марнотратну підсічно-вогневу систему, відрізаністю господарств і відсутністю диверсифікації сільськогосподарських культур, які зводилися лише до каучуку.
Після японської окупації білий раджа Чарлз Вайнер Брук підписав останнє розпорядження про виділення бюджетних коштів Сараваку в 1946 р. Більшість витрат пішли на подолання «затримок із виплат» (у сумі до одного мільйона доларів), ймовірно, на оплату державних службовців, які були призначені або працювали під час японської окупації. Слідом за цим витрачалися кошти на скарбницю, громадські споруди, пенсії та резервний фонд, медичну допомогу та охорону здоров'я, а також на правоохоронців Саравака. Витрати на споруди громадського значення становили лише 5,5% від загальних витрат навіть після воєнних руйнувань під час японської окупації. Услід за утворенням британської коронної колонії будівництво громадських споруд та скарбниця стали прямим пріоритетом післявоєнного перебудованого та реструктуризованого державного фінансування. За ними впритул ішли пенсії, правоохоронні органи та охорона здоров'я. Громадські споруди залишалися основною статтею витрат до 1950 року. 1951 року були конкретно виділені витрати на авіацію порівняно з попередніми роками, коли цей пункт був у межах статті витрат під назвою «Злітно-посадкові майданчики». Бюджет 1951 р. приділив більше уваги асигнуванням на місцеві органи влади, місцеві справи, оборону та внутрішню безпеку. 1952 р. різко зросли витрати на комісію з питань заподіяної війною шкоди. 1953 року збільшилося виділення коштів на проекти розвитку. Лише у 1956 р. суттєво зросли видатки на освіту, становлячи у 1957 р. 15,5% від загального бюджету. Витрати на освіту займали значну частину бюджету до кінця колоніальної доби. Більшість видатків на освіту припадали на початкові та середні школи. Вища освіта почала з'являтися в Сараваку лише 1961 р. після утворення педагогічного коледжу Бату Лінтанг. Упродовж усього колоніального періоду збільшувалися і витрати на лісівництво. Витрати ж на оборону протягом усього періоду були мінімальними, оскільки захист Саравака належав до сфери виключної відповідальності британців. 1952 рік також відзначився стрибком надходжень від податку на прибуток, хоча найбільшим доходом уряду протягом колоніального періоду все ще були митні та акцизні збори. Однак надходження від податку на прибуток упродовж колоніального періоду постійно зменшувалися.
Головною статтею імпорту в Сараваку був рис, бо хоча він і вирощується у штаті, його з часу правління Брука було недостатньо для харчування населення. Іншим основним предметом імпорту була нафта з нафтових родовищ Серіа для переробки на нафтопереробному заводі в Лутонгу з метою отримання бензину, гасу, газу, мазуту та дизельного палива. Основними експортними товарами були: каучук, перець, борошно саго, «джелутонг» (джерело гуми), пиломатеріали, насіння копри та нафта. На той час було тільки п'ять плантацій каучуконосів, які займали лише 2554 га, порівняно з 80 000 га дрібних господарств. 1950—1952 роки показали збільшення доходів уряду, чому допомогла Корейська війна, яка підвищила попит на каучук. До 1956 року експорт перцю із Саравака становив третину світового виробництва перцю. Важливість експорту «джелутонга» впала на всій колоніальній території. У цей період основною статтею доходів Саравака була нафта. Спочатку колоніальний уряд експортував золото на зовнішні ринки, але після 1959 року участь уряду в експорті золота припинилася, і шахтарям залишилося продавати золото на місцевих та інших вільних ринках. Протягом другої половини колоніальної доби збільшувався експорт бокситу із Сематану, але до кінця колоніального періоду поклади цього мінералу вичерпалися.
Загалом у колоніальну добу значно зросли державні видатки у всіх секторах порівняно з епохою Брука. Однак ця сума все ще відставала від показників штатів Малайського півострова. Згідно з дослідженням, проведеним Александром Гордоном Крокером, такі видатки бюджету показали, що колоніальний уряд намагався розвивати Саравак замість розробляти природні багатства у штаті.

## Культура
8 червня 1954 р. за технічної допомоги Бі-бі-сі було створено Радіо Саравак. Служба мовлення мала чотири мовні відділи: малайський, ібанський, китайський та англійський. Передачі ібанською мовою виходили в ефір щодня з 19:00 до 20:00, торкаючись новин, землеробства, тваринництва, фольклору Ібану та епосів. 1958 року в рамках «плану Коломбо» було створено Службу шкільного мовлення. 1959 р. розпочалися уроки англійської мови. У початкових школах розповсюджувалися радіоприймачі, щоб учні навчалися англійської мови. У 1960-х рр. у Сараваку було 467 шкіл-учасниць, де 850 вчителів відвідували 11 навчальних курсів. З утворенням Малайзії в 1963 р. Радіо Саравак було перейменовано на «Радіо Малайзія Саравак».
Колоніальний уряд визнав, що британська освіта та корінна культура впливають на нове покоління ібанських учителів. Таким чином, 15 вересня 1958 р. було урочисто відкрито Бюро літератури Борнео, статут якого передбачав плекання та заохочення місцевої літератури.